# Colonia Durán
Colonia Durán é uma comuna da província de Santa Fé, na Argentina.